# Wiesław Baran
Wiesław Kazimierz Baran (ur. 4 marca 1965 w Nowym Sączu) – polski inżynier budownictwa, specjalizujący się w inżynierii lądowej, komputerowym wspomaganiu projektowania, mechanice budowli, teorii powłok; nauczyciel akademicki związany z Politechniką Opolską.

## Życiorys
Urodził się w 1965 roku w Nowym Sączu, gdzie spędził swoje dzieciństwo i wczesną młodość. Po ukończeniu miejscowej szkoły podstawowej kontynuował naukę w Technikum Budowlanym, wchodzącym w skład Zespołu Szkół Budowlanych w Nowym Sączu, gdzie zdobył w 1985 roku tytuł technika budownictwa o specjalizacji: prefabrykacja budowlana. Następnie przeprowadził się do Opola, gdzie podjął studia na kierunku budownictwo w Wyższej Szkole Inżynieryjnej, uzyskując w 1995 roku tytuły magistra inżyniera na podstawie pracy pt. Projekt techniczny baterii sześciu silosów cylindrycznych, które promotorem był prof. Marian Golczyk. Jeszcze rok przed ukończeniem studiów został zatrudniony w macierzystej uczelni, w Katedrze Konstrukcji Budowlanych i Inżynierskich, w której pracuje do dziś jako adiunkt. W 1999 roku uzyskał na tej uczelni stopień naukowy doktora nauk technicznych w zakresie budownictwa o specjalności mechanika budowli na podstawie pracy pt. Analiza statyczna powłoki hiperboloidalnej – ujęcie nieliniowości geometrycznej, której promotorem był prof. Stanisław Bielak. Od 2005 roku sprawuje funkcje prodziekana do spraw organizacyjnych Wydziału Budownictwa PO. Jest autorem lub współautorem blisko 40 publikacji naukowych. Poza tym wykłada w Wydziale Zamiejscowym w Opolu Szkoły Wyższej im. Bogdana Jańskiego w Warszawie.

## Odznaczenia
- Brązowy Krzyż Zasługi (2017)[3]